# الناتج (الاقتصاد)
الناتج في الاقتصاد كمية ما تنتجه الشركة أو القطاع أو البلاد من السلع أو الخدمات في الفترة سواء المستهلكة منها والمستعملة في عمليات أخرى.